# Étoile invitée de 369
L'étoile invitée de 369 correspond à la mention de l'apparition d'un nouvel astre dans le ciel observé par les astronomes chinois en l'an 369, phénomène appelé par eux « étoile invitée ».

## Témoignage
L'évènement a été retranscrit dans au moins deux documents parvenus jusqu'à nous, le Jinshu et le Songshu. Les deux documents présentent un témoignage identique. Celui-ci indique que l'astre est apparu lors du second mois lunaire de la quatrième année du règne de l'empereur Haixi correspondant à la période du 24 mars au 22 avril de l'an 369. Il a « monté la garde devant le mur occidental de Zigong » et a disparu lors du septième mois lunaire, soit la période du 19 août au 17 septembre de la même année.

## Interprétation
Le terme Zigong, (littéralement « palais pourpre ») correspond à un astérisme de grande étendue situé dans le voisinage des constellations de la Grande Ourse, du Dragon et de la Girafe. Sa latitude galactique varie entre +5° et +50°. Le terme « monter la garde » était à l'époque utilisé pour décrire les périodes stationnaires des mouvements planétaires avant et après leur mouvement rétrograde, ce qui exclut l'hypothèse que cet évènement corresponde à une comète. Sa durée exclut celle d'une météorite. Les deux hypothèses restantes sont donc une nova et une supernova. La partie basse de Zigong est suffisamment proche du plan galactique pour permettre la possibilité d'identifier cet événement à une supernova, mais la taille de l'astérisme rend plus probable une localisation trop loin du plan galactique pour favoriser cette hypothèse. L'hypothèse retenue généralement est donc celle d'une nova lente.